# Dianthus broteri
Dianthus broteri — вид рослин родини гвоздичні (Caryophyllaceae). лат. broteri — епітет на честь Фелікса Авелара Бротеро порт. Félix de Avelar Brotero, португальського ботаніка (1744—1828).

## Морфологія
Багаторічна рослина. Стебла до 65 см, розгалужені. Цілі листки, без прилистків, до 8 × 0,35 см, лінійно-ланцетні. Квіти зазвичай поодинокі. Квіти гермафродити. Віночок рожевий або білий. Пелюстки 25–35 мм. Плід — циліндрична капсула. Насіння 2,5–3 мм, округлої або довгастої форми. 2n = 60.

## Поширення, біологія
Поширюється у південних прибережних районах Іспанії, Гібралтару та Португалії. Населяє кам'янисті площі, особливо на вапняках.
Цвітіння і плодоношення з травня по листопад.

## Галерея

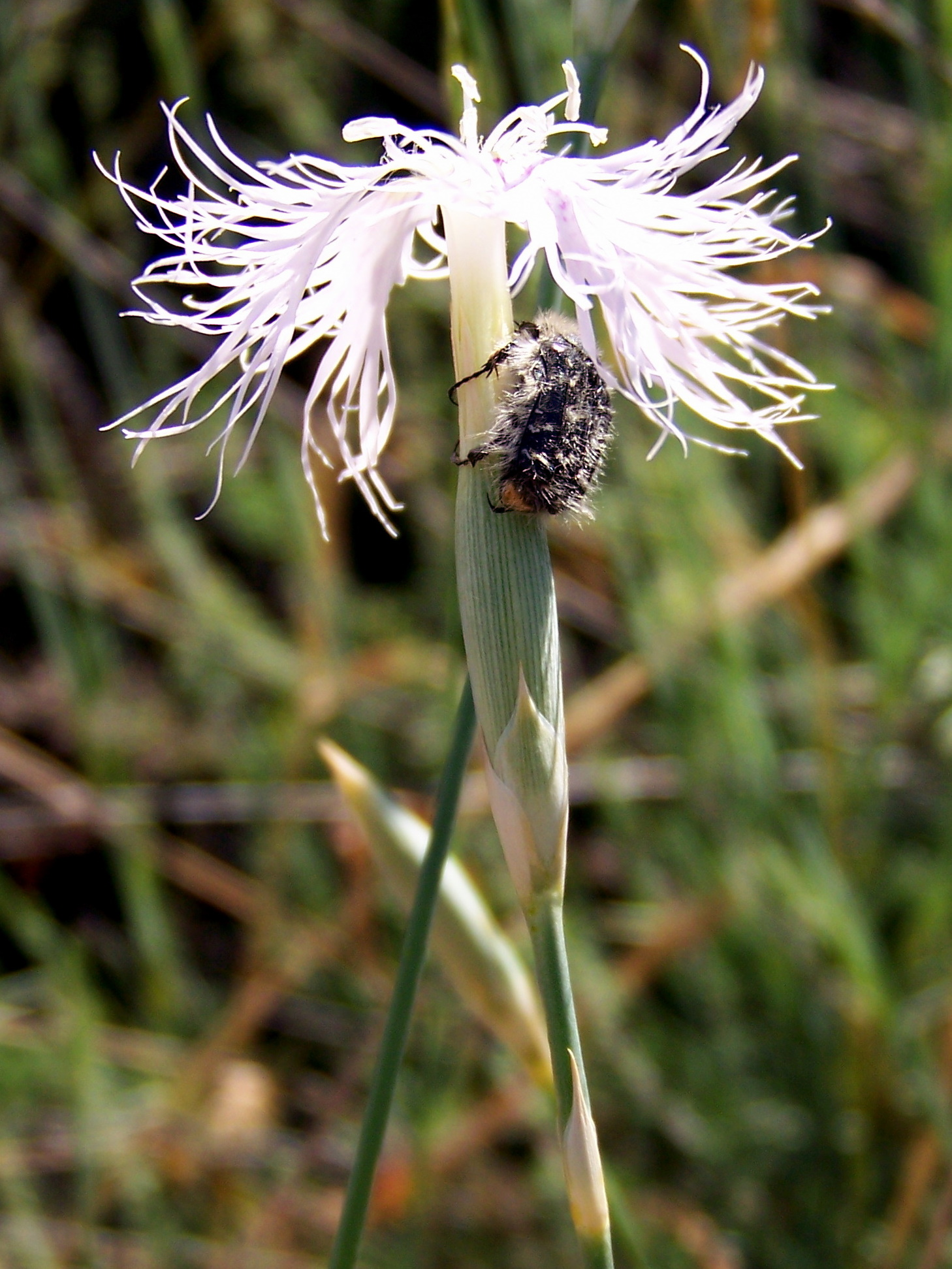
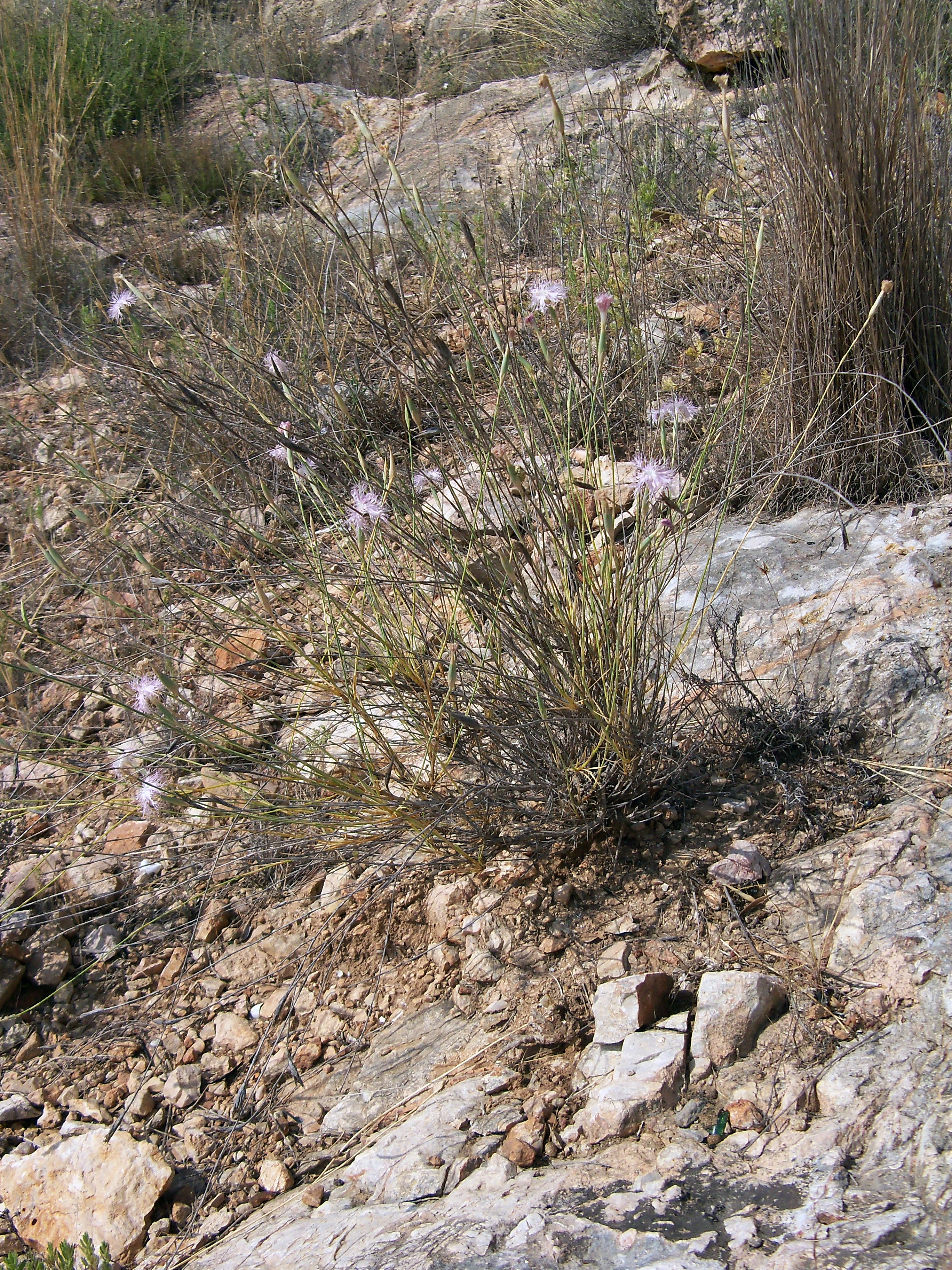
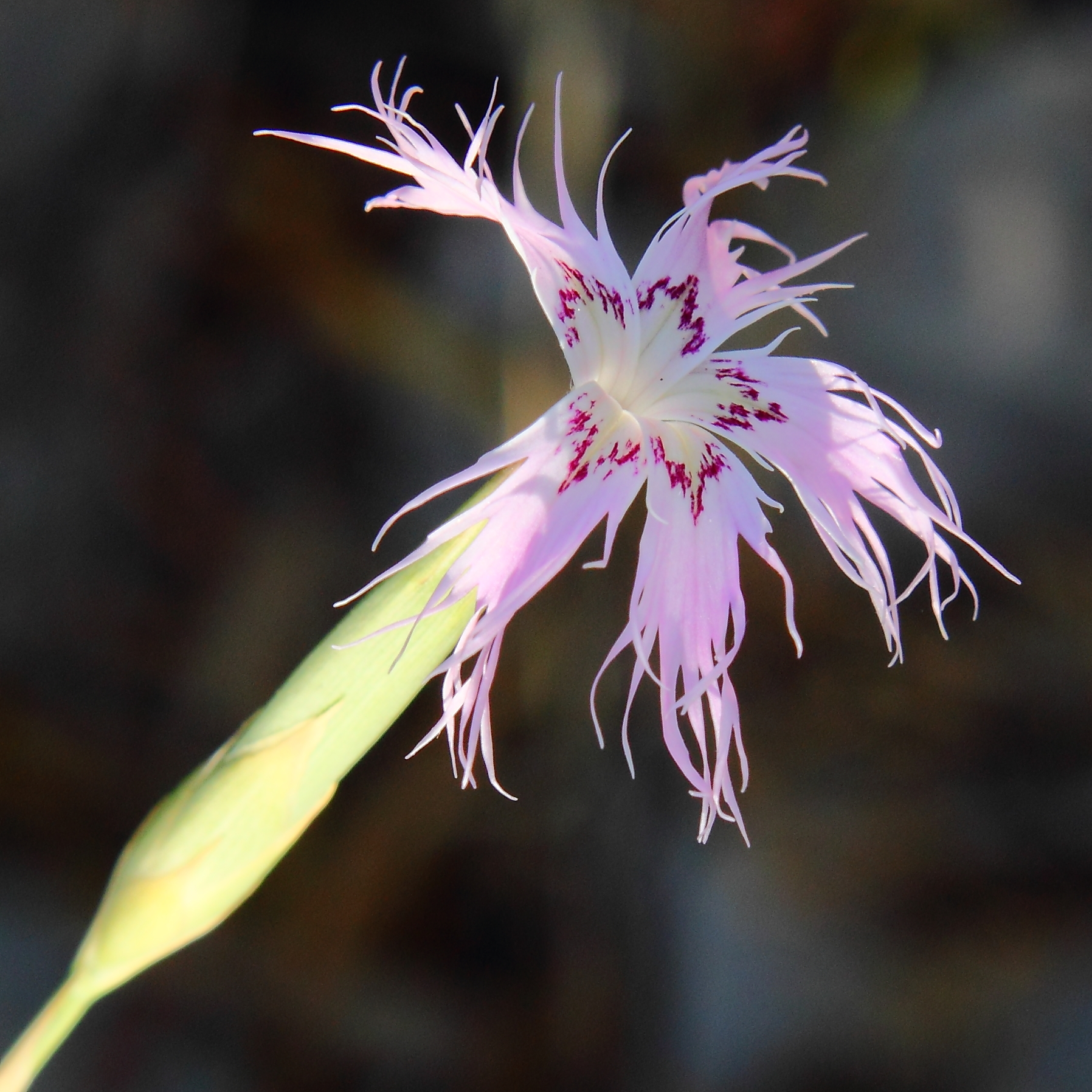

|  | Це незавершена стаття про гвоздикові. Ви можете допомогти проєкту, виправивши або дописавши її. |